# 藤ノ川祐兒
藤ノ川 祐󠄀兒（ふじのかわ ゆうじ、1960年8月20日 - 2025年6月6日）は、愛知県大府市出身で伊勢ノ海部屋に所属した元大相撲力士。本名は服部 祐兒。身長193cm、体重150kg。得意手は左四つ、寄り、小手投げ。最高位は東前頭3枚目（1986年7月場所）。体育学者、アマチュア相撲指導者で、東海学園大学教授、日本相撲連盟評議員を務めた。

## 人物
二卵性双生児の片割れとして生まれた。東海高校から同志社大学へ進学。高校時代は柔道でならし、2年次にはインターハイ個人戦重量級で優勝（3年次は同3位）。同志社大学時代には学生横綱のタイトル2回、アマチュア横綱のタイトル2回など主要なタイトルを計17回獲得し、アマチュア相撲最強と言われた。これは長岡末弘（大関・朝潮）の16回を上回る当時の最多記録である。元横綱旭富士（現・宮城野）とは大学の同期で、当時近畿大学を中退して先に関取になっていた旭富士より稽古場では強かった。
1983年（昭和58年）3月場所、鳴り物入りで伊勢ノ海部屋より幕下付出で初土俵を踏む。「間違いなく横綱になる」「100年に1度の逸材」とまで期待されていた。十両昇進までは同じ一門の幕内・多賀竜の付け人を務めている。同年9月場所で新十両、1985年（昭和60年）3月場所で新入幕を果たす（琴ヶ梅、花乃湖、寺尾と同時入幕）。本名から師匠（藤ノ川武雄）の四股名である「藤ノ川」に改名した。左四つの型にはまれば上位力士相手でも力を発揮するが、脇が甘く守りに回ると脆く、苦し紛れの小手投げが多かった。入門当初から騒がれ、精神面での弱さも影響し、また腰痛も患って三役には届かなかった。杉山邦博は「技量や体格を見れば三役まであっさりいくと思っていました」と評価した一方で、負けて土俵で泣きそうになったような精神面の繊細さが大成を阻むのではと当初から気になっていたと述懐している。また相撲記者の大見信昭も、真面目過ぎて考え込みがちで気持ちの切り替えが下手であったため角界の水に合わなかったと指摘している。1990年に結婚した妻も「緻密で繊細、温かくて頼りがいがある姿は当時から全く変わりません」と、彼の死去の際に振り返っている。1986年（昭和61年）11月場所では前頭11枚目の地位で3勝12敗と大敗し、2年近く務めた幕内から陥落すると1987年（昭和62年）1月場所は全休し一気に幕下まで番付を落としてしまう。幕下陥落後は四股名を本名の「服部」に戻すが、陥落後の2場所も勝ち越すことができず、同7月場所を最後に26歳で廃業。腰を痛め26歳で引退した師匠にならって若年で年寄襲名をさせる話もあったが、これを固辞している。
廃業後は、日本テレビの『独占!!スポーツ情報』で相撲解説を行ったほか、筑波大学大学院でコーチ学を専攻。高校のアマ指導者を経て、東海学園大学で教鞭をとった。東海学園大学の相撲部を創部し部長・監督を兼任、短期間で大学相撲の有力校に育て上げたが、部員不足などの事情から2019年の全国学生相撲選手権大会を最後に18年の歴史の幕を閉じた。
指導者としては日頃から大学の現役相撲部員より土俵に長くいて体を鍛え、40代半ばでも廻しを締めて部員に胸を出していたと当時の相撲部の出身者は語っている。また、高度な内容を損なわずに分かりやすく説明する話し上手ぶりも評価されていた。
2023年にがんが発見されるが、周囲を気遣って病状を周囲に詳しく知らせなかった。
2025年6月6日午前5時43分、肝臓がんで死去。64歳没。

## 主な成績
- 通算成績：169勝166敗22休 勝率.504
- 幕内成績：75勝90敗 勝率.455
- 現役在位：27場所
- 幕内在位：11場所
- 各段優勝
  - 幕下優勝：1回（1983年5月場所）

| | 一月場所 初場所（東京） | 三月場所 春場所（大阪） | 五月場所 夏場所（東京） | 七月場所 名古屋場所（愛知） | 九月場所 秋場所（東京） | 十一月場所 九州場所（福岡） |
| --- | ----------------------- | ----------------------- | ----------------------- | --------------------------- | ----------------------- | --------------------------- |
| 1983年 （昭和58年） | x                       | 幕下付出60枚目 5–2      | 西幕下35枚目 優勝 7–0   | 東幕下2枚目 4–3             | 西十両13枚目 9–6        | 東十両7枚目 8–7             |
| 1984年 （昭和59年） | 西十両4枚目 8–7         | 西十両2枚目 7–8         | 東十両5枚目 10–5        | 東十両筆頭 6–9              | 東十両5枚目 10–5        | 東十両3枚目 8–7             |
| 1985年 （昭和60年） | 西十両筆頭 9–6          | 東前頭14枚目 8–7        | 西前頭10枚目 8–7        | 東前頭6枚目 6–9             | 西前頭10枚目 8–7        | 東前頭5枚目 5–10            |
| 1986年 （昭和61年） | 東前頭13枚目 10–5       | 東前頭7枚目 7–8         | 東前頭9枚目 9–6         | 東前頭3枚目 5–10            | 西前頭8枚目 6–9         | 西前頭11枚目 3–12           |
| 1987年 （昭和62年） | 西十両4枚目 休場 0–0–15 | 東幕下2枚目 2–5         | 西幕下17枚目 1–6        | 西幕下43枚目 引退 0–0–7     | x                       | x                           |
| 各欄の数字は、「勝ち-負け-休場」を示す。 優勝 引退 休場 十両 幕下 三賞：敢=敢闘賞、殊=殊勲賞、技=技能賞 その他：★=金星 番付階級：幕内 - 十両 - 幕下 - 三段目 - 序二段 - 序ノ口 幕内序列：横綱 - 大関 - 関脇 - 小結 - 前頭（「#数字」は各位内の序列） |                         |                         |                         |                             |                         |                             |

## 幕内対戦成績
| 力士名     | 勝数 | 負数 | 力士名 | 勝数 | 負数 | 力士名   | 勝数 | 負数 | 力士名 | 勝数 | 負数 |
| ---------- | ---- | ---- | ------ | ---- | ---- | -------- | ---- | ---- | ------ | ---- | ---- |
| 青葉城     | 2    | 1    | 朝潮   | 1    | 2    | 旭富士   | 0    | 1    | 板井   | 3(1) | 5    |
| 巨砲       | 1    | 3    | 大錦   | 1    | 4    | 大乃国   | 0    | 1    | 魁輝   | 3    | 3    |
| 北尾       | 0    | 2    | 霧島   | 6    | 2    | 起利錦   | 0    | 1    | 麒麟児 | 3    | 4    |
| 蔵間       | 0    | 5    | 高望山 | 1    | 0    | 港龍     | 1    | 0    | 琴ヶ梅 | 1    | 1    |
| 小錦       | 0    | 2    | 逆鉾   | 4    | 2    | 佐田の海 | 4    | 3    | 薩洲洋 | 1    | 1    |
| 嗣子鵬     | 0    | 1    | 陣岳   | 4    | 3    | 太寿山   | 5    | 3    | 大徹   | 2    | 4    |
| 孝乃富士   | 1    | 2    | 隆三杉 | 1    | 5    | 多賀竜   | 3    | 1    | 玉龍   | 2    | 3    |
| 千代の富士 | 0    | 1    | 寺尾   | 5    | 1    | 出羽の花 | 0    | 4    | 闘竜   | 3    | 1    |
| 栃司       | 0    | 4    | 栃剣   | 3    | 3    | 栃纒     | 1    | 0    | 花乃湖 | 1    | 5    |
| 鳳凰       | 2    | 0    | 北天佑 | 0    | 1    | 保志     | 0    | 3    | 舛田山 | 1    | 0    |
| 益荒雄     | 2(1) | 0    | 三杉磯 | 2    | 0    |          |      |      |        |      |      |

## 改名歴
- 服部 祐󠄀兒（はっとり ゆうじ）1983年3月場所 - 1985年5月場所
- 藤ノ川 祐󠄀兒（ふじのかわ - ）1985年7月場所 - 1987年1月場所
- 服部 裕󠄀兒（はっとり - ）1987年3月場所 - 1987年7月場所

## 著書
- 「スポーツと栄養」（村松成司、服部洋兒、村松百合子、齋藤和惠 共著、2001年6月、イグザミナ）
- 「行こう！大相撲観戦」（監修。2016年1月、ナツメ社）ISBN 978-4-8163-5956-9
- 「ビジュアル大相撲図鑑」（監修。2018年1月、汐文社）ISBN 978-4-8113-2422-7
- 「アクティブ中学校体育実技」（2020年4月　大日本図書）ISBN 978-4-477-03227-6 - 相撲部分担当
- 「Specific Sports-Related Injuries」（中川泰彰、南和文 共著、2020年、ISAKOS） - 相撲部分担当